# Субате
Субате (произношение) (на латвийски: Subate) е град в южна Латвия, намиращ се в историческата област Земгале и в административния район Даугавпилс. Градът се намира на около 15 km от границата с Литва. Населението му е 1031 жители (по приблизителна оценка от януари 2018 г.).

## История
През 1570 Готхарт Кетлер, първи граф на Курландия и Семигалия, подарява на немско-балтийската фамилия Платер, семейство със силни позиции в цяла югоизточна Латвия, имот близо до езерото Субате, където е построен Старият Субате. По време на периода на Контрареформацията фамилията Платер-Зибергс под натиска на полския крал приема католицизма и създава мисия, която трябва да покръсти всички жители на района. В протест на този акт лутеранското население се изселва и се премества от другата страна на езероро Субате, където създава Новият Субате. Едва през 1894 двата града са обединени под общото име Субате. В края на 19 век половината население на града е съставено от евреи. През 1914 в Субате живеят около 2300 души, а през 1917 населеното място официално получава статут на град.
Градът активно търгува с близките литовските селища, но тази практика е преустановена сред разрушителните последици от Първата световна война. През 1941 по време на фазата Щалекер част Холокоста брутално е избито цялото еврейско население на града.